# Massakern på Haiti 1804

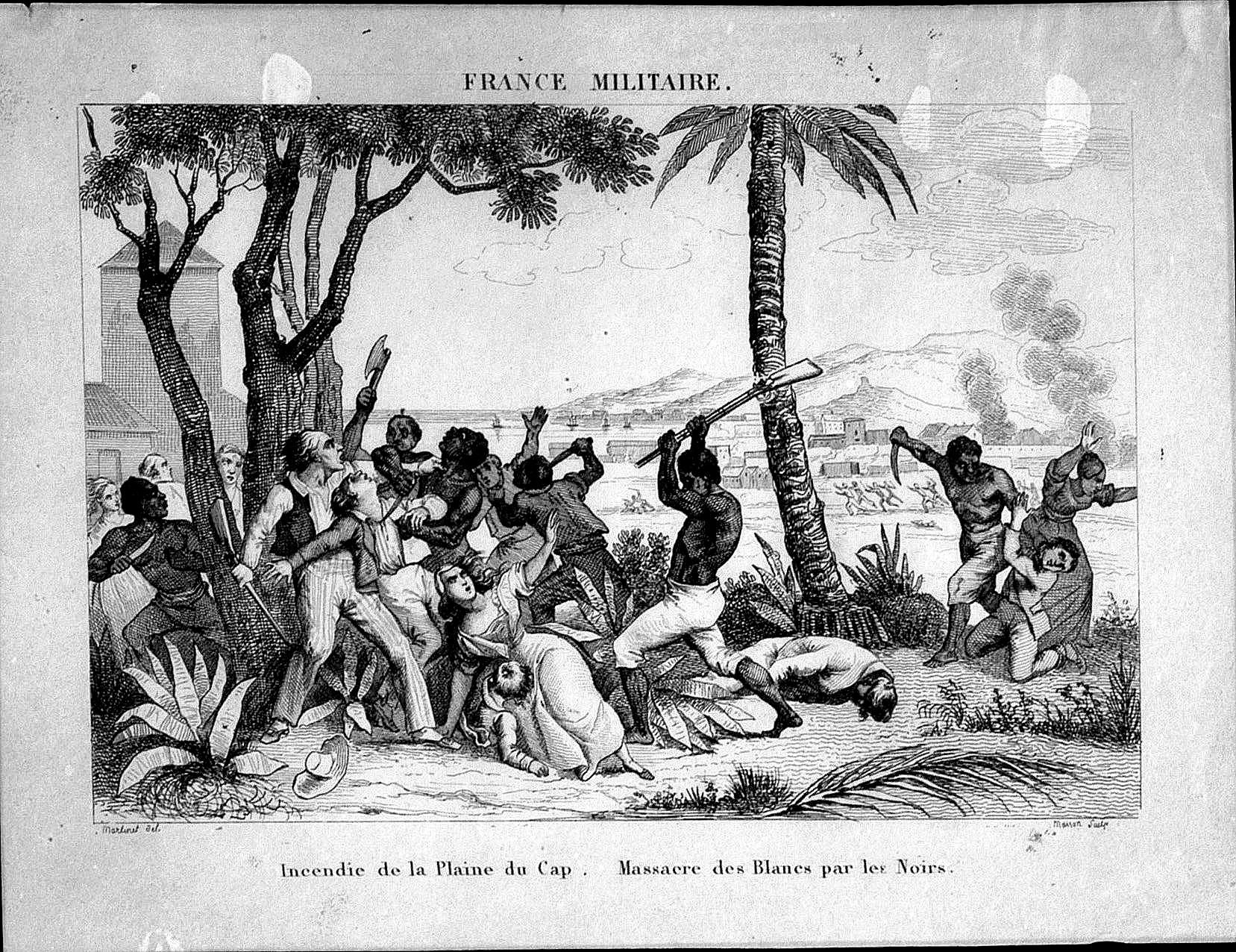
Incendie de la Plaine du Cap. - Massacre des Blancs par les Noirs. FRANCE MILITAIRE. - Martinet del. - Masson Sculp - 33

Massakern på Haiti 1804 var en etnisk rensning som utfördes mot den vita franska befolkningen på Haiti på order av dess dåvarande makthavare Jean-Jacques Dessalines. Massakern, som omfattade hela Haitis territorium, utfördes mellan februari och 22 april 1804 och ledde till mordet på mellan 3000 och 5000 män, kvinnor och barn.

## Bakgrund
Efter det franska nederlaget och den franska arméns evakuering från ön hade Jean-Jacques Dessalines tagit makten på Haiti. Vid maktövertaget försäkrades de kvarvarande vita att de var trygga. Dessalines gjorde dock tidigt yttranden som tydde på en fientlig inställning mot de kvarvarande vita franska innevånarna. Yttranden som: "Det finns fortfarande fransmän på ön, och ni uppfattar er som fria", var en förvarning om en kommande hämndaktion. I november 1803, tre dagar efter Rochambeaus nederlag, lät Dessalines avrätta de 800 franska krigsfångarna, soldater som varit för sjuka för att evakueras med den franska armén.

## Massakern
Efter Haitis självständighetsförklaring 1 januari 1804 gav Dessalines order om att de kvarvarande vita männen på ön skulle dödas. Dödandet skulle utföras med hjälp av svärd, bajonetter, yxor, machetes eller andra "tysta vapen", eftersom skjutvapen gav ljud ifrån sig och därmed kunde förvarna människor och ge dem tid att fly.
En av de mest kända mördarna under massakern var Jean Zombi från Port-au-Prince, som brukade stoppa vita män på gatan, klä av dem nakna och sedan döda dem med kniv på trappan till presidentpalatset, något som chockade även Dessalines.
Under februari och mars 1804 reste Dessalines runt mellan öns städer för att övervaka att hans order om massavrättningar av öns vita män fullföljdes. Enligt samtida ögonvittnen uppmanade han inte bara svarta utan även färgade män att delta i avrättningarna, för att säkerställa att skulden inte skulle ligga enbart på de svarta.
Kvinnor och barn blev i början inte dödade, men Dessalines insisterade något senare på att även de skulle inkluderas. Det förekom en del opposition bland de svarta soldaterna om att döda även kvinnorna och barnen. I slutet av april 1804 hade samtliga vita personer på ön oavsett ålder och kön blivit dödade. Endast tre kategorier av infödda vita hade undantagits från massakern: de polska legosoldater som deserterat från Napoleons armé; den lilla koloni tyskar som hade inbjudits till ett område på öns nordvästra del; samt en liten grupp läkare och andra professionella.

## Förlopp
Händelseförloppet vad närmast identiskt för massakrerna i de olika städerna. Före Dessalines ankomst förekom en del spridda lynchningar. När Dessalines personligen anlände till staden, räknade han upp de olika övergrepp som hade utförts på order tidigare franska vita makthavare, som Rochambeau och Leclerc, och gav sedan order om att massakrerna skulle utföras. Massakrer utbröt då på stadens gator och utanför, och Dessalines tvingade även ovilliga att medverka. Utlänningar, en liten grupp kvalificerade professionella så som läkare, samt personer med kontakter hos Dessalines generaler undantogs från dödandet. Både plundring och sexuella övergrepp förekom parallellt med dödandet.
Kvinnor och barn blev ofta inte dödade direkt, och kvinnor utsattes för både våldtäkt och i vissa fall tvångsgiftermål, innan även de dödades. Dessalines hade först tvekat att döda kvinnorna, men givit vika för argumentet att de vita inte skulle försvinna från ön eftersom de vita kvinnorna då endast skulle föda fler fransmän. En del kvinnor skonades dock till livet om de gick med på att gifta sig med svarta män. Före sin avresa från staden utropade Dessalines amnesti för de kvarvarande vita som hade lyckats gömma sig, men då de kom ut ur sina gömställen blev även de dödade. Många vita blev dock utsmugglade av utlänningar.
Dödandet brukade trots Dessalines order inte utbryta på allvar förrän han gjorde en personlig inspektion i staden. I Port-au-Prince hade endast några ströfall inträffat före hans egen ankomst till staden 18 mars, när ett blodbad utbröt i staden. En brittisk kapten, som evakuerade de överlevande vita i hemlighet, uppskattade att endast femtio av 800 vita hade överlevt. Endast några få mord hade inträffat i Cap-Haitien innan han själv anlände till staden den 18 april, då den verkliga massakern utbröt. Kvinnorna blev även här utsatta för sexuella övergrepp men undantagna fram till de sista dagarna av massakern, då samtliga dödades utom några få som hade gått med på att gifta sig med svarta eller färgade officerare.
Samtida utländska uppskattningar påstod att massakern i Cap-Haitien förorsakade 3000 offers död, men eftersom endast 1700 vita fanns kvar i staden efter den franska arméns evakuering är denna siffra inte trovärdig. Däremot uppskattas det totala antalet döda för massakern på Haiti till mellan 3000 och 5000.

## Efterspel
Dessalines försökte inte dölja massakern för omvärlden. I en offentlig proklamation från 8 april 1804, då dödandet fortfarande pågick, förklarade han: ”Vi har givit dessa sanna kannibaler krig för krig, brott för brott, övergrepp för övergrepp. Ja, jag har räddat mitt land, jag har hämnats Amerika”. Han kallade massakern för sin sista handling av nationell auktoritet. Dessalines var dock noga med att försäkra omvärlden om att Haiti inte utgjorde något hot, och önskade upprätthålla goda förbindelser även med andra nationer där slaveri var tillåtet.
Dessalines uppfattade en eliminering av de vita som realpolitisk nödvändig, eftersom de utgjorde ett potentiellt hot mot enigheten mellan de svarta och färgade. I 1805 års konstitution förklarades alla medborgare för svarta, och för att förhindra en eventuell återkomst av de vita förbjöds de i lag att äga egendom. Det uppfattades också som nödvändigt att utföra en offentlig hämndaktion.
Massakern på Haitis vita påverkade länge omvärldens bild av den haitiska revolutionen, särskilt i Frankrike. Den skapade en långvarig bild av att upphävande av slaveriet kunde resultera i massaker på vita.